# Teli-Tuco
Teli-Tuco (Telhuko, Tehtuko) ist eine osttimoresische Aldeia im Suco Maubisse (Verwaltungsamt Maubisse, Gemeinde Ainaro). 2015 lebten in der Aldeia 162 Menschen.

## Geographie und Einrichtungen
Teli-Tuco liegt im Zentrum des Sucos Maubisse. Nördlich befindet sich die Aldeia Ria-Leco, östlich die Aldeia Lequi-Tei, südlich die Aldeia Hato-Luli und westlich die Aldeia Goulala.
Die Überlandstraße von der Stadt Maubisse nach Ainaro führt grob entlang der Ostgrenze von Teli-Tuco. An ihr liegt im Südosten der Ort Tartehi, der zum Teil in Lequi-Tei liegt, so auch die Grundschule. Bei Tartehi betreibt die Kooperative Hakmatek bei einigen traditionellen Gebäuden eine Pension. Etwas weiter westlich befindet sich der Ponor Erlesubuti, in dem sich der kleine Hakmatek-Wasserfall ergießt (08° 50′ 54″ S, 125° 35′ 10″ O).

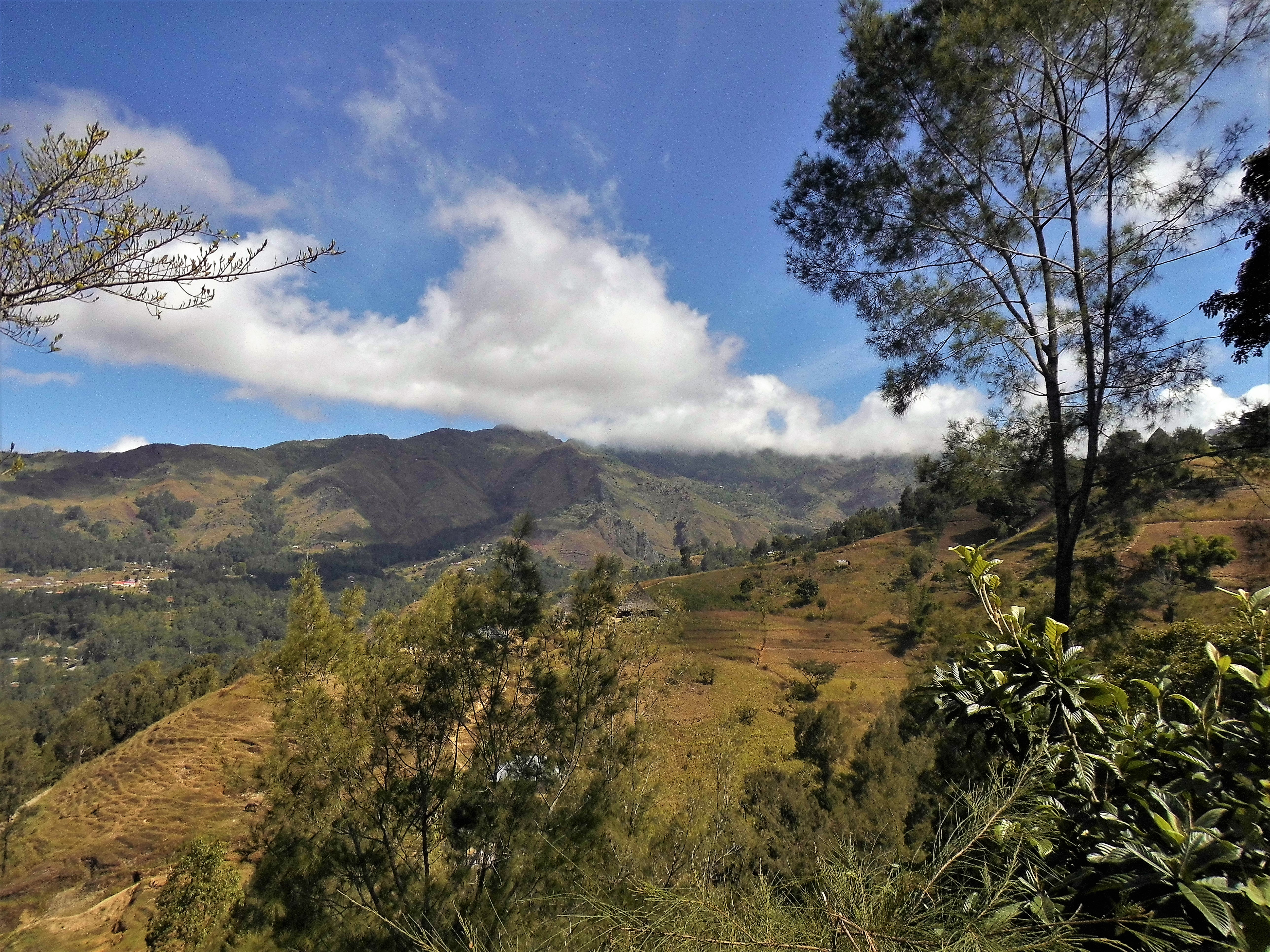
In Teli-Tuco
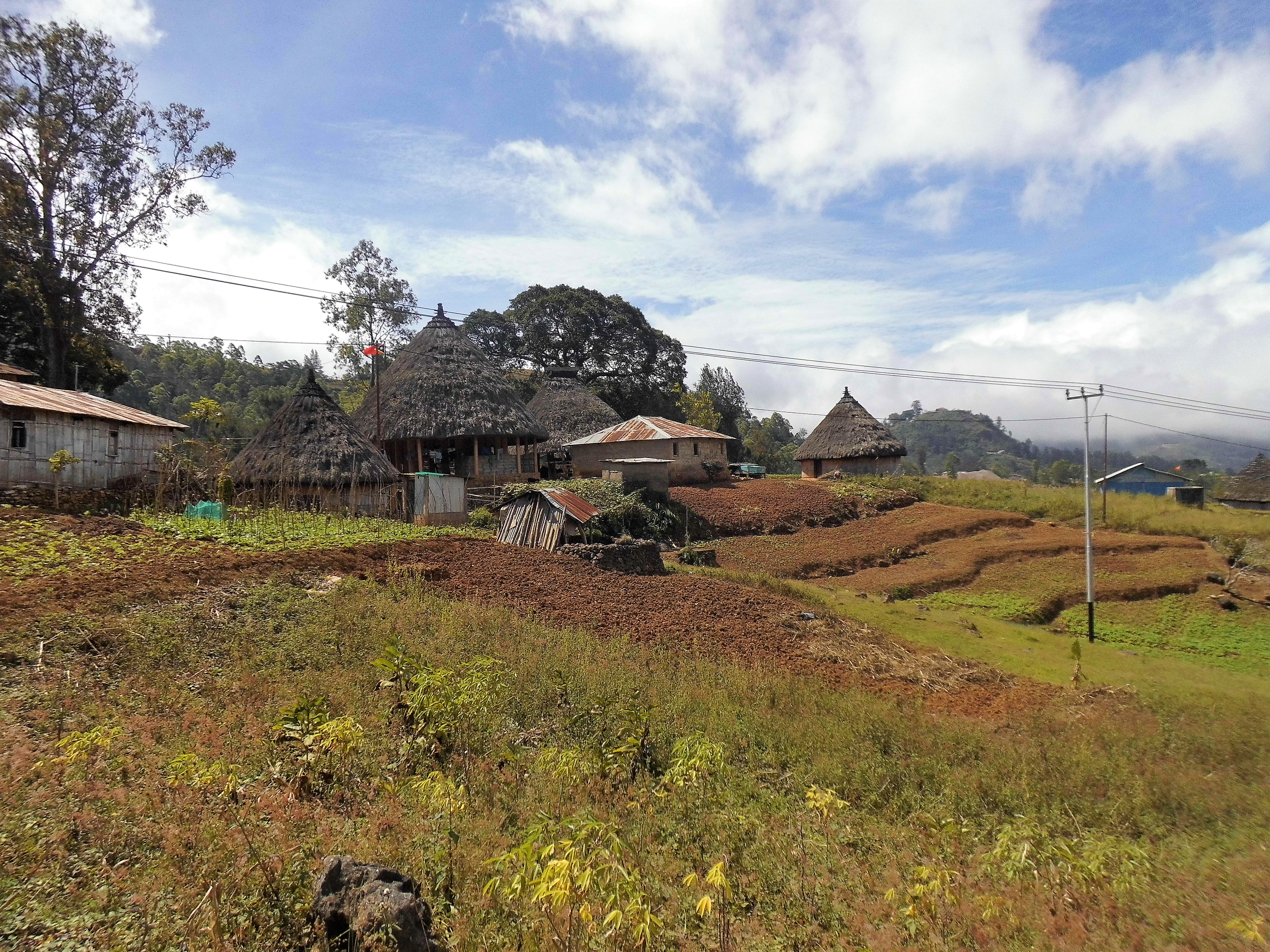
Hütten der Kooperative
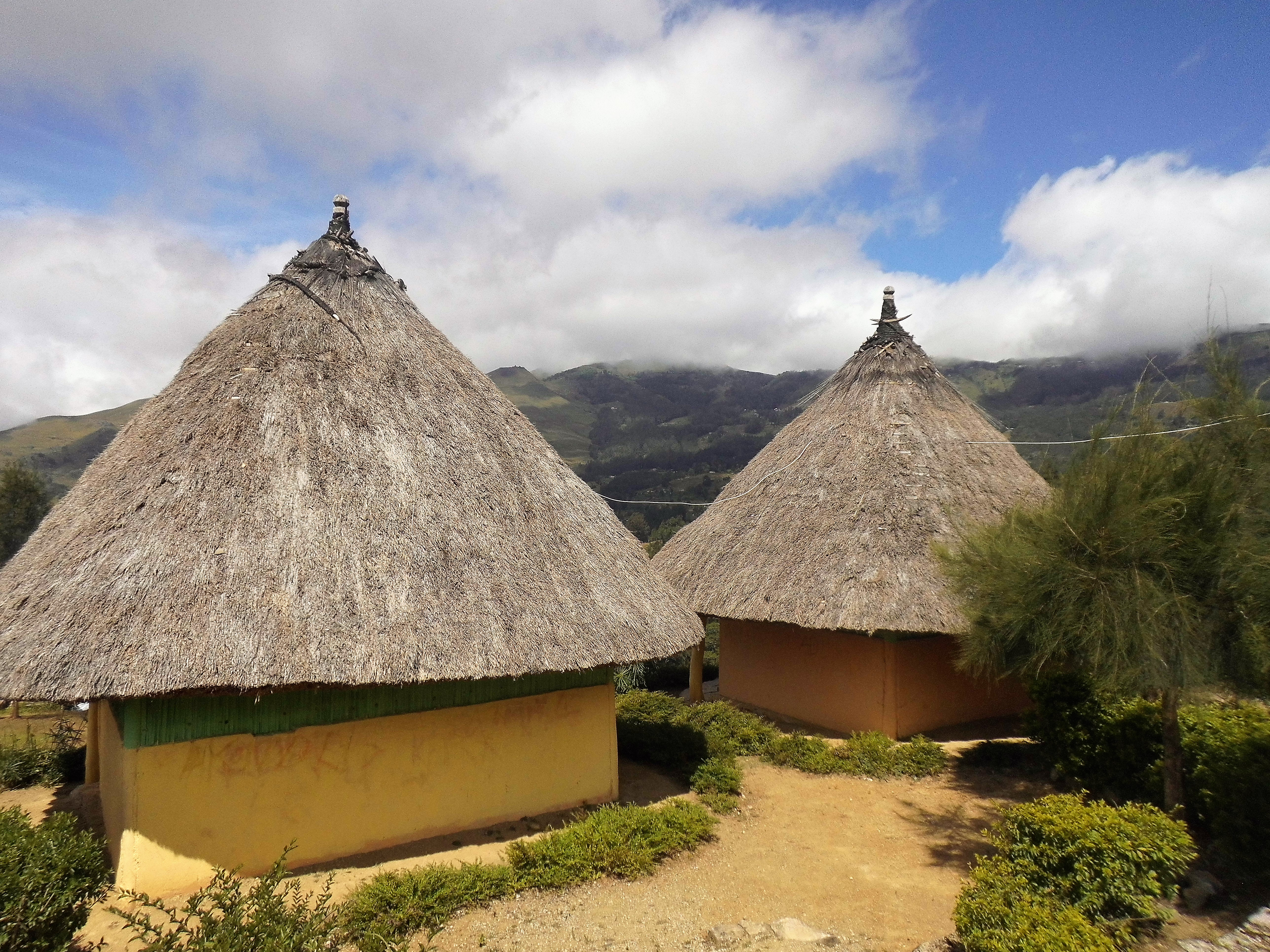
Hütten der Kooperative
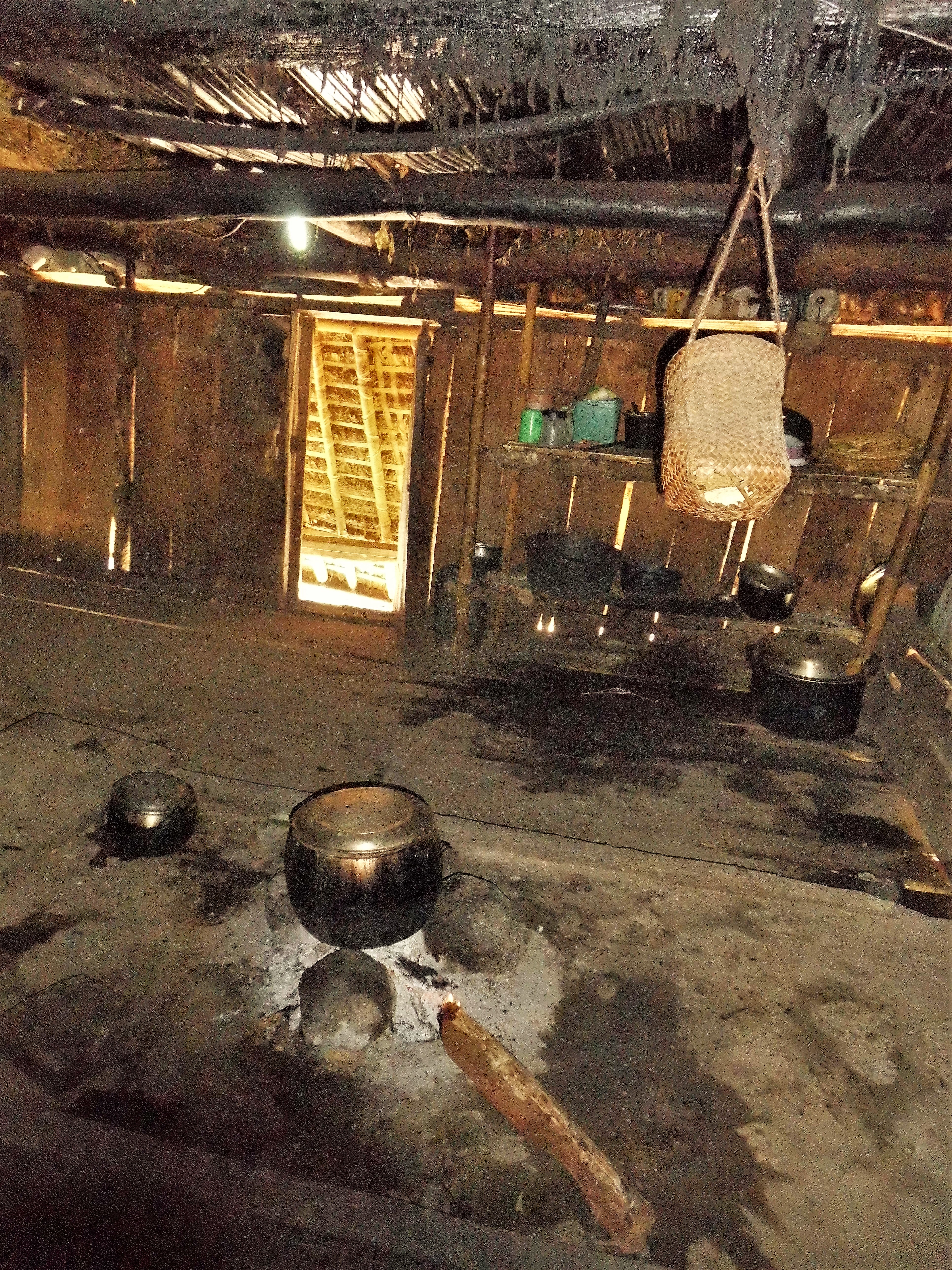
In einer der Hütte